# Jakob Lutz (SS-Mitglied)
Jakob Lutz (* 15. Februar 1898 in Memmingen; † nach 1949) war ein deutscher SS-Untersturmführer. Er war u. a. in den 1930er Jahren als leitender Angehöriger der Wachmannschaft im KZ Dachau tätig.

## Leben und Tätigkeit
Lutz trat zum 1. August 1930 der NSDAP bei (Mitgliedsnummer 285.079) und war seit 1933 als Wachmann im KZ Dachau tätig. Er blieb verschiedenen Gefangenen durch seine Teilnahme an zahlreichen Misshandlungen von Häftlingen in Erinnerung. Stanislav Zámečník beschrieb ihn in seinem Buch über das Lager beispielsweise als einen der fünf am meisten hervortretenden Gefangenenmisshandlern in der Frühzeit des Lagers:
„[Immer wieder wurden damals Gefangene heftig geschlagen] Viele wurden in diesen Tagen [sogar] gemordet. Die Schläger waren meistens 4 oder 5 SS-Leute: Lutz, Kantschuster, Steinbrenner, Hoffmann und Wickelmeier. Sie schlugen so lange, bis sie nicht mehr konnten oder bis das Opfer tot war.“
1933 war er wahrscheinlich an der Tötung des als Jude nach Dachau gebrachten Mediziners Delwin Katz beteiligt: Julius Zerfass hat hierzu berichtet:
„Am Abend nach dem Essenfassen erschien Arrestverwalter Lutz in der Judenbaracke und forderte Dr. Katz auf, ihm zu folgen. Er wurde in einen der neuen Außenbunker abgeführt.“
Anschließend sahen die Häftlinge Katz nicht wieder.
Im Januar 1935 war Lutz wahrscheinlich an der Ermordung des Joachim Cantacuzene, der als Homosexueller nach Dachau gebracht worden war, beteiligt: Cantacuzene wurde in den Bunker des Lagers gesperrt und dort umgebracht. Ein anderer Häftling musste die Arrestzelle, die vollkommen mit Blut besudelt war, säubern. Da die Wände stark mit Blut bespritzt waren, musste der Verputz entfernt und der Raum frisch verputzt werden. Der Häftling Eckstein bezeichnete später einen SS-Mann Rott und Lutz als Täter.
1949 wurde Lutz in den Dachauer Prozessen der Misshandlung von Häftlingen für schuldig befunden und zu einer Strafe von vier Jahren Freiheitsentzug verurteilt.